# Ервинян, Самвел
Самвел Ервинян (арм. Սամվել Երվինյան, род. 25 января 1966 года, Ереван) — армянский скрипач, доктор искусствоведения (1993). Входит в состав оркестра под управлением Янни Хрисомаллиса, известного в мире как Янни (Yanni), где в некоторых произведениях исполняет сольные партии.

## Биография
В возрасте 7 лет мальчик начал учиться игре на скрипке в музыкальной школе имени Спендиарова под руководством Армена Минасяна, где проявил себя как перспективный скрипач и композитор, принимая участие во многих конкурсах и завоевывая первые призы в своей возрастной группе. Музыкальное образование продолжил в специализированной школе имени П. И. Чайковского в г. Ереване, затем учился в Ереванской государственной консерватории им. Комитаса. В 1993 году защищает кандидатскую диссертацию в Ереванской государственной консерватории им. Комитаса. С 2003 года и по сей день принимает участие в мировом турне группы Yanni.

## Награды
- Медаль Мовсеса Хоренаци (13 сентября 2019 года) — в связи с 95-летием основания Национального квартета им. Комитаса за значительный вклад в дело развития музыкального искусства[1].